# 山岡村 (新潟県)
山岡村（やまおかむら）は、かつて新潟県中蒲原郡にあった村。1901年11月1日の新設合併によって消滅し、現在は大部分が新潟市江南区の一部となっている。細山の阿賀野川右岸になっている地域のみが新潟市北区となっている。
以下の記述は合併直前当時の旧山岡村に関しての記述であり、現在では名称等が異なる場合がある。なお、ここに記述されていない内容に関しては新潟市などの記事を参照。

## 沿革
- 1889年（明治22年）4月1日 - 町村制施行に伴い中蒲原郡細山村、蔵岡村、笹山村、松山村、直り山村が合併し、山岡村が発足。村役場は大字蔵岡に設置[2]。
- 1890年（明治23年） - 村役場を大字細山へ移転[3]。
- 1901年（明治34年）11月1日 - 中蒲原郡山通村、大淵村、江口村と合併し、大江山村となり消滅。

## 地域
山岡村は、合併した村名を継承する以下の大字で構成される。
細山（ほそやま）

1889年（明治22年）まであった細山村の区域。現在の新潟市江南区細山および北区細山。
蔵岡（くらおか）

1889年（明治22年）まであった蔵岡村の区域。現在の新潟市江南区蔵岡。
笹山（ささやま）

1889年（明治22年）まであった笹山村の区域。現在の新潟市江南区笹山。
松山（まつやま）

1889年（明治22年）まであった松山村の区域。現在の新潟市江南区松山。
直り山（なおりやま）

1889年（明治22年）まであった直り山村の区域。現在の新潟市江南区直り山。